# Cyrpoptus belfragei
Cyrpoptus belfragei är en insektsart som beskrevs av Stsl 1869. Cyrpoptus belfragei ingår i släktet Cyrpoptus och familjen lyktstritar. Inga underarter finns listade i Catalogue of Life.